# (21013) 1988 RW10
1988 أر دابليو 10 (ويعرف أيضًا باسم (21013) 1988 أر دابليو 10 وفق تسمية الكوكب الصغير) (بالإنجليزية: 1988 RW10)‏ هو كويكب ضمن حزام الكويكبات؛ وترتيبه 21013 من حيث الاكتشاف.
اكتُشف هذا الجُرم الفلكي بواسطة شيلت جون بوبي في 14 سبتمبر 1988.

## وصلات خارجية
- (21013) 1988 RW10 في قاعدة بيانات مختبر الدفع النفاث لأجرام النظام الشمسي الصغيرة

- الاكتشاف · مخطط المدار ·  العناصر المدارية · المعلمات المادية

- (21013) 1988 RW10 على موقع ويكي سكاي: DSS2, SDSS, GALEX, IRAS, Hydrogen α, X-Ray, Astrophoto, Sky Map, Articles and images